# Shrewsbury Town
Shrewsbury Town este un club de fotbal profesionist din orașul Shrewsbury, în Shropshire, Vestul Angliei. În prezent  echipa joacă în Football League Two.

## Palmares
| Campionatele Naționale | Cupele Naționale |
| - Football League One (1) : - Campioni : 1979. - Play-off : 2018. - Football League Two (1) : - Campioni : 1994. - Vice-campioni : 1975, 2012, 2015. - Play-off : 2007, 2009. - National League (0) : - Play-off : 2004. | - Cupa Ligii (0) : - Semifinale : 1961. - EFL Trophy (0) : - Finalistă : 1996, 2018. - Cupa Țării Galilor (6) : - Câștigători : 1891, 1938, 1977, 1979, 1984, 1985. - Finalistă : 1931, 1948, 1980. - Semifinale : 1892, 1935, 1936, 1974, 1975, 1976, 1978. |

## Cupe
| 1996 | Shrewsbury | 1 - 2 | Rotherham |
| 2018 | Shrewsbury | 0 - 1 | Lincoln   |

| 1961 | Shrewsbury | 3 - 4 | Rotherham |

| 1996 | Shrewsbury | 2 - 1 | Bristol Rovers |
| 2018 | Shrewsbury | 1 - 0 | Yeovil         |

| 1891 | Shrewsbury | 5 - 2 | Wrexham           |
| 1931 | Shrewsbury | 0 - 7 | Wrexham           |
| 1938 | Shrewsbury | 3 - 2 | Swansea           |
| 1948 | Shrewsbury | 0 - 3 | Lovell's Athletic |
| 1977 | Shrewsbury | 4 - 2 | Cardiff           |
| 1979 | Shrewsbury | 2 - 1 | Wrexham           |
| 1980 | Shrewsbury | 1 - 5 | Newport County    |
| 1984 | Shrewsbury | 2 - 1 | Wrexham           |
| 1985 | Shrewsbury | 5 - 1 | Bangor City       |

| 1891 | Shrewsbury | 5 - 0 | Mold           |
| 1892 | Shrewsbury | 1 - 3 | Westminster    |
| 1931 | Shrewsbury | 1 - 0 | Cardiff        |
| 1935 | Shrewsbury | 0 - 3 | Tranmere       |
| 1936 | Shrewsbury | 0 - 4 | Crewe          |
| 1938 | Shrewsbury | 3 - 2 | Newport County |
| 1948 | Shrewsbury | 3 - 1 | Barry Town⁠(d)  |
| 1974 | Shrewsbury | 1 - 2 | Cardiff        |
| 1975 | Shrewsbury | 1 - 2 | Wrexham        |
| 1976 | Shrewsbury | 4 - 5 | Hereford       |
| 1977 | Shrewsbury | 4 - 0 | Wrexham        |
| 1978 | Shrewsbury | 2 - 4 | Bangor City    |
| 1979 | Shrewsbury | 2 - 0 | Worcester City |
| 1980 | Shrewsbury | 2 - 2 | Swansea        |
| 1984 | Shrewsbury | 2 - 1 | Swansea        |
| 1985 | Shrewsbury | 4 - 3 | Swansea        |

## Play-off
| 2018 | Shrewsbury | 1 - 2 | Rotherham |

| 2007 | Shrewsbury | 1 - 3 | Bristol Rovers |
| 2009 | Shrewsbury | 0 - 1 | Gillingham⁠(d)  |

| 2004 | Shrewsbury | 1 - 1 | Aldershot⁠(d) |

| 2018 | Shrewsbury | 2 - 0 | Charlton |

| 2007 | Shrewsbury | 2 - 1 | Milton K Dons |
| 2009 | Shrewsbury | 1 - 1 | Bury          |

| 2004 | Shrewsbury | 2 - 2 | Barnet |